# Taeniodera bourgoini
Taeniodera bourgoini är en skalbaggsart som beskrevs av Ruter 1972. Taeniodera bourgoini ingår i släktet Taeniodera och familjen Cetoniidae. Inga underarter finns listade i Catalogue of Life.